# Achthoven (Montfoort)

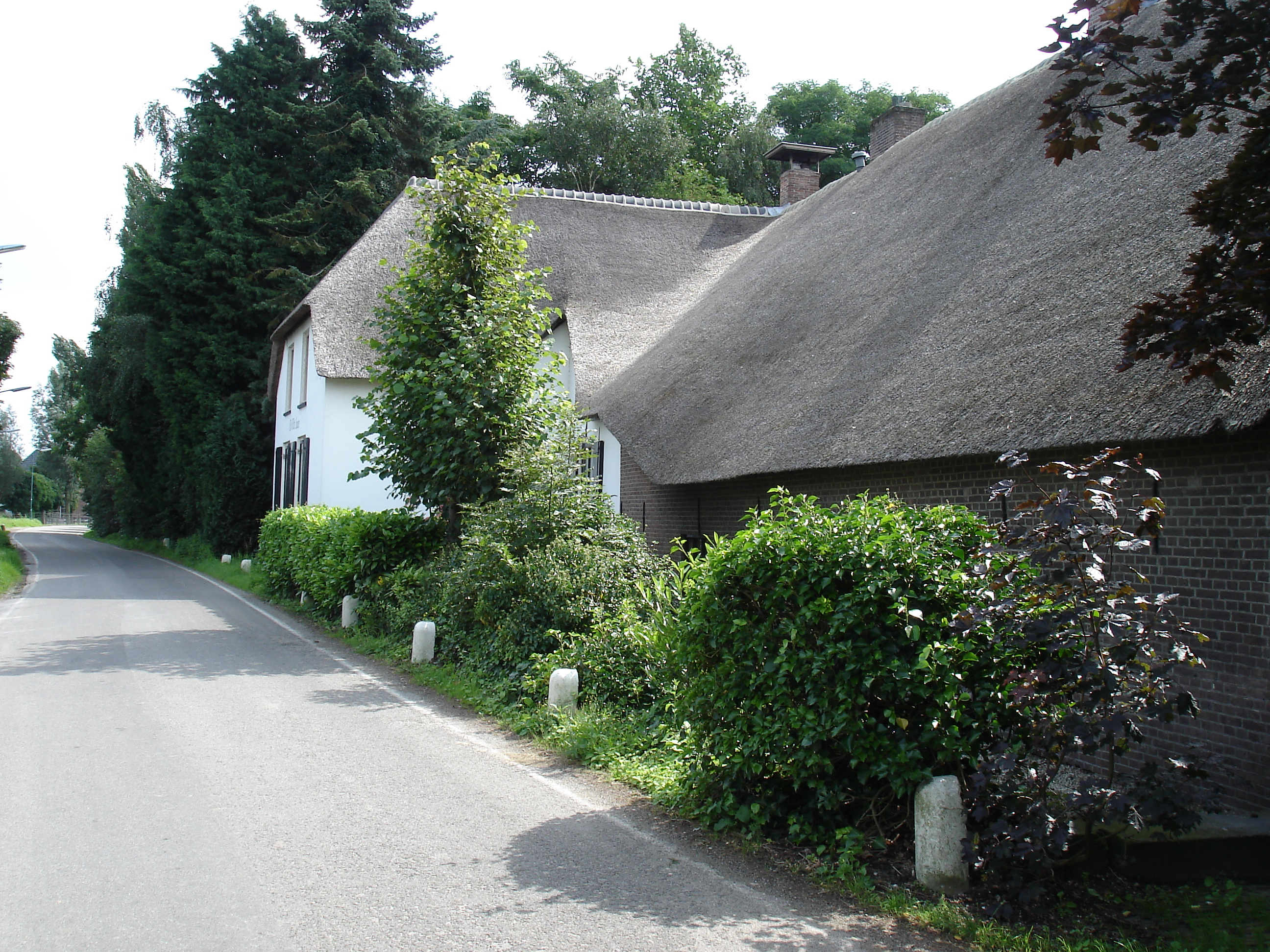
De Witte Swaen in Achthoven

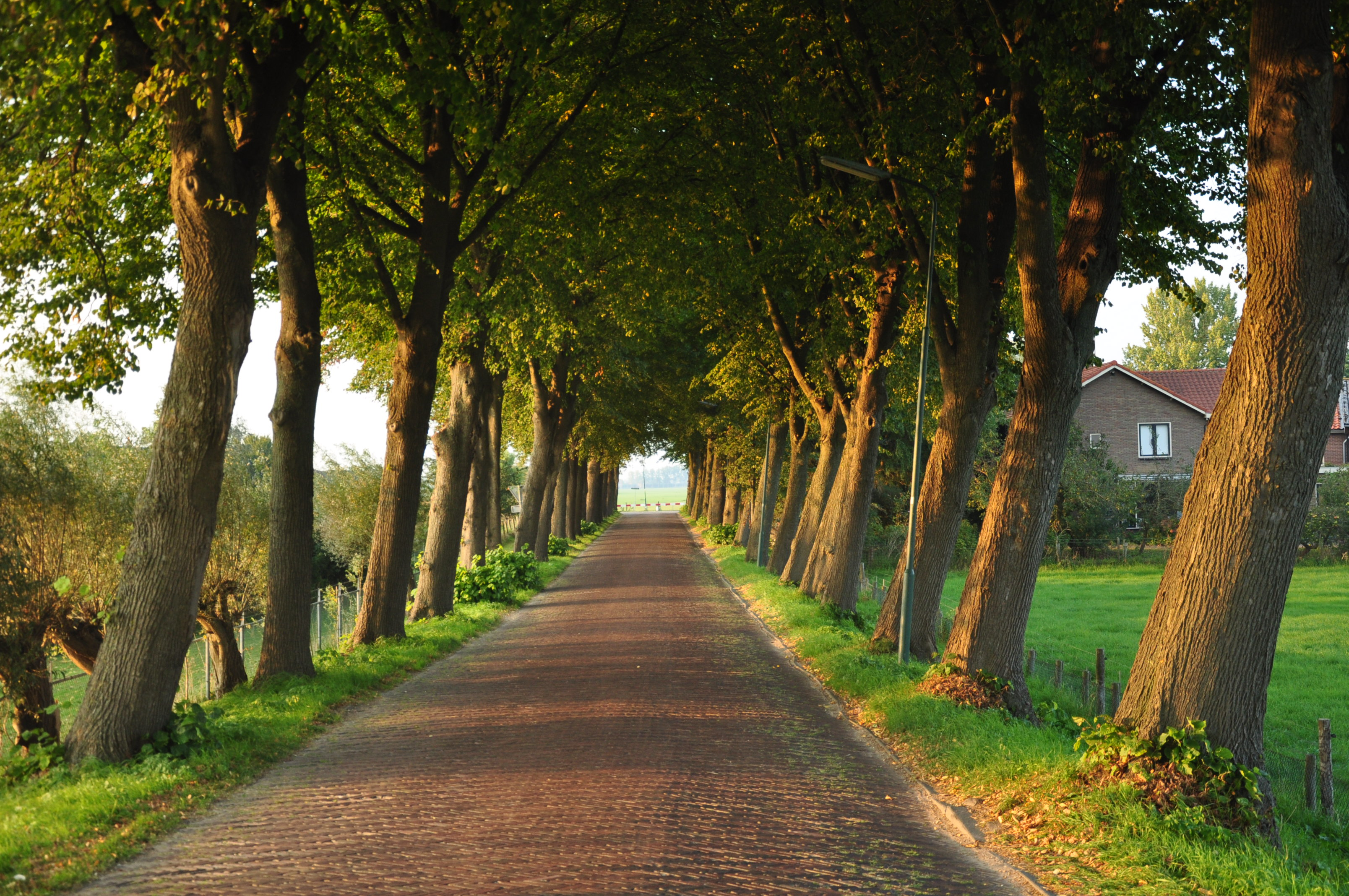
El Slotlaan in Achthoven

Achthoven (52° 03′ N, 4° 59′ L) is a hamlet in the dos Países Baixos, na província de Utrecht. Achthoven (Montfoort) pertence ao município de Montfoort, e está situada a 6 km, a noroeste de IJsselstein.